# 釵 (娛樂展演)
釵（CHAI PARTY）是由夢田文創執行長蘇麗媚監製、三嘂股份有限公司創辦人廖哲毅導演製作的沉浸式娛樂，也是台灣首個沉浸式娛樂演出。以來自阿根廷的表演《極限震撼》 (Fuerzabruta)為參考、中國古典小說《紅樓夢》為故事基底，並由董陽孜題字、究方社總監方序中設計主視覺。演員多為新生代藝人，包含石知田、謝翔雅、隋玲、沈威年等。

## 故事
以《紅樓夢》第五回〈賈寶玉神遊太虛境 警幻仙曲演紅樓夢〉為故事主軸。故事講述在夢中，入夢的賈寶玉在警幻仙子引導下遊歷太虛幻境，意外翻閱寫有「金陵十二釵」判詞的簿冊，又隨仙子品仙茗、觀仙舞、聽《紅樓夢曲》，還在夢中與警幻仙子之妹可卿共領雲雨之事。正當寶玉與可卿攜手遊玩之際，寶玉險些失足跌入迷津，一下子從夢中驚醒。第五章回不僅是警幻仙子帶寶玉見識慾望、破除虛妄的度化歷程，同時也預言了整部小說人物、故事的結局。

## 角色
- 石知田 - 賈寶玉
- 謝翔雅 - 林黛玉
- 隋玲（輕晨電） - 薛寶釵
- 沈威年 - 王熙鳳
- 曾韻方 - 賈巧姐
- 白樵 - 妙玉
- 陳瑋薇 - 史湘雲
- 許杏君 - 李紈
- 陳信維 - 賈元春
- 劉世娟（麵麵） - 賈迎春
- 王翔永 - 賈探春
- 韓寧 - 賈惜春